# 高林 (解放軍)
高林（1918年—1999年），男，湖北大悟人，中國人民解放軍開國大校，在1964年至1965年晉陞為少將。

## 生平
1936年加入中國共產黨，曾參加過對日抗戰的沙河运动战、板山伏击战，國共內戰時的张家口保卫战、淮海战役等，曾擔任中國人民解放軍高等軍事學院院务部副部长、部长。